# Йовков, Йордан
Йо́рдан Сте́фанов Йо́вков (болг. Йордан Стефанов Йовков, 9 ноября 1880, Жеравна — 15 октября 1937, Пловдив) — болгарский писатель-прозаик.

## Биография
Йордан Йовков родился в селе Жеравна, там же прошло детство писателя. Окончил гимназию в Софии (1900). После получения диплома жил в Добрудже вместе с семьёй. До 1912 года работал сельским учителем. Начал литературную карьеру стихами в духе символизма, первая публикация произошла в 1902 году во время обучения в школе запасных офицеров в Княжево. С Добруджей в творчестве Йовкова связан ряд произведений, включая «Песнь колёс». В 1904 году поступил на юридический факультет Софийского университета. Участвовал в двух Балканских войнах (1912—1913), за боевые заслуги получил орден «За храбрость».
Работал редактором в журнале «Народная армия», где опубликовал первый военный очерк. В 1915 году был мобилизован для участия в Первой мировой войне, служил в Ксанти. После войны Южная Добруджа вошла в состав Румынии, и Йовков принял решение переехать в Варну. С 1920 по 1927 год работал в болгарском посольстве в Бухаресте. Писал прозу: сборник «Рассказы» (1917—1918), сборник «Последняя радость» (1926), повесть «Жнец» (1920), роман «Поместье у границы» (1934).
Последние годы жизни тяжело болел. Умер в Пловдиве в 1937 году, похоронен в Софии. Похороны сопровождались большим стечением народа.
Произведения Йовкова были переведены на тридцать семь языков. Первый перевод на русский вышел при жизни автора, в 1929 году: рассказ «Эски-Арап».